# Bilarghu
 (janvier 2025).
Si vous disposez d'ouvrages ou d'articles de référence ou si vous connaissez des sites web de qualité traitant du thème abordé ici, merci de compléter l'article en donnant les références utiles à sa vérifiabilité et en les liant à la section « Notes et références ».
Bilarghu, également Pilargh'ou, était un général mongol du souverain Ghazan à la fin du XIIIe et au début du XIVe siècle.
Au cours des campagnes mongoles de 1299 en Syrie, Bilarghu fut placé à la tête de l'arrière-garde sur l'Euphrate, à la tête de 10 000 hommes.
En 1303, après la défaite mongole contre les Mamelouks à la bataille de Shaqhab, Ghazan fournit 1 000 Mongols sous les ordres de Bilarghu pour protéger l'Arménie cilicienne contre les incursions mameloukes.
En 1307, Bilarghu, qui entretenait déjà de mauvaises relations avec Hethum II, fut impliqué dans un complot interne conduisant à l'assassinat des dirigeants arméniens. Hétoum II et Léon III avaient prôné et organisé la fusion de l'Église d'Arménie et de l'Église catholique, mais ils s'étaient heurtés à une terrible opposition interne. La faction opposée se rendit auprès de Bilarghu et accusa Hetoum de préparer une insurrection contre les Mongols. Le 17 novembre, Bilarghu décide de les faire exécuter avec leur suite lorsqu'ils lui rendent visite à Anazarbus pour un banquet.
Oshin, frère d'Hetoum, marcha immédiatement contre Bilarghu et le vainquit, le forçant à quitter la Cilicie. Oshin fut couronné nouveau roi du royaume d'Arménie cilicienne.

## Le complot et l’assassinat des souverains arméniens
En 1307, Bilarghu joua un rôle central dans un complot contre les dirigeants arméniens Héthoum II et Léon III. Ces derniers, favorables à une union de l’Église arménienne avec l’Église catholique, faisaient face à une vive opposition interne. Une faction de nobles arméniens, opposés à cette politique, accusèrent Héthoum de comploter une rébellion contre les Mongols et se rendirent auprès de Bilarghu pour solliciter son soutien.
Le 17 novembre 1307, Bilarghu invita Héthoum II, Léon III et leur suite à un banquet dans la ville d’Anazarbe. Sous prétexte de discussions diplomatiques, il fit exécuter les souverains arméniens et leur entourage, provoquant une onde de choc dans le royaume.

## La riposte d’Oshin
La réaction d’Oshin, frère d’Héthoum II, fut rapide. Prenant la tête de ses forces, il marcha contre Bilarghu, le défit et l’obligea à quitter la Cilicie. Oshin fut ensuite couronné roi du royaume de Cilicie arménienne.

## Châtiment de Bilarghu
Après les événements tragiques de 1307, les Arméniens  demandant justice pour le meurtre de leurs souverains. Reconnaissant la gravité de la trahison de Bilarghu, Oljeitu ordonna son exécution.

## Conséquences
Cet événement affaiblit temporairement les alliances politiques et militaires qui avaient permis aux deux parties de résister aux incursions mameloukes.
Bilargu fut exécuté par Oljeitu pour son crime à la demande des Arméniens.